# 戈罗季谢区 (伏尔加格勒州)
戈罗季谢区（俄语：Городищенский район）是俄罗斯联邦伏尔加格勒州下辖的一个区，其行政中心为戈罗季谢。据2016年统计，该区的人口为60031人。